# Allen Lard

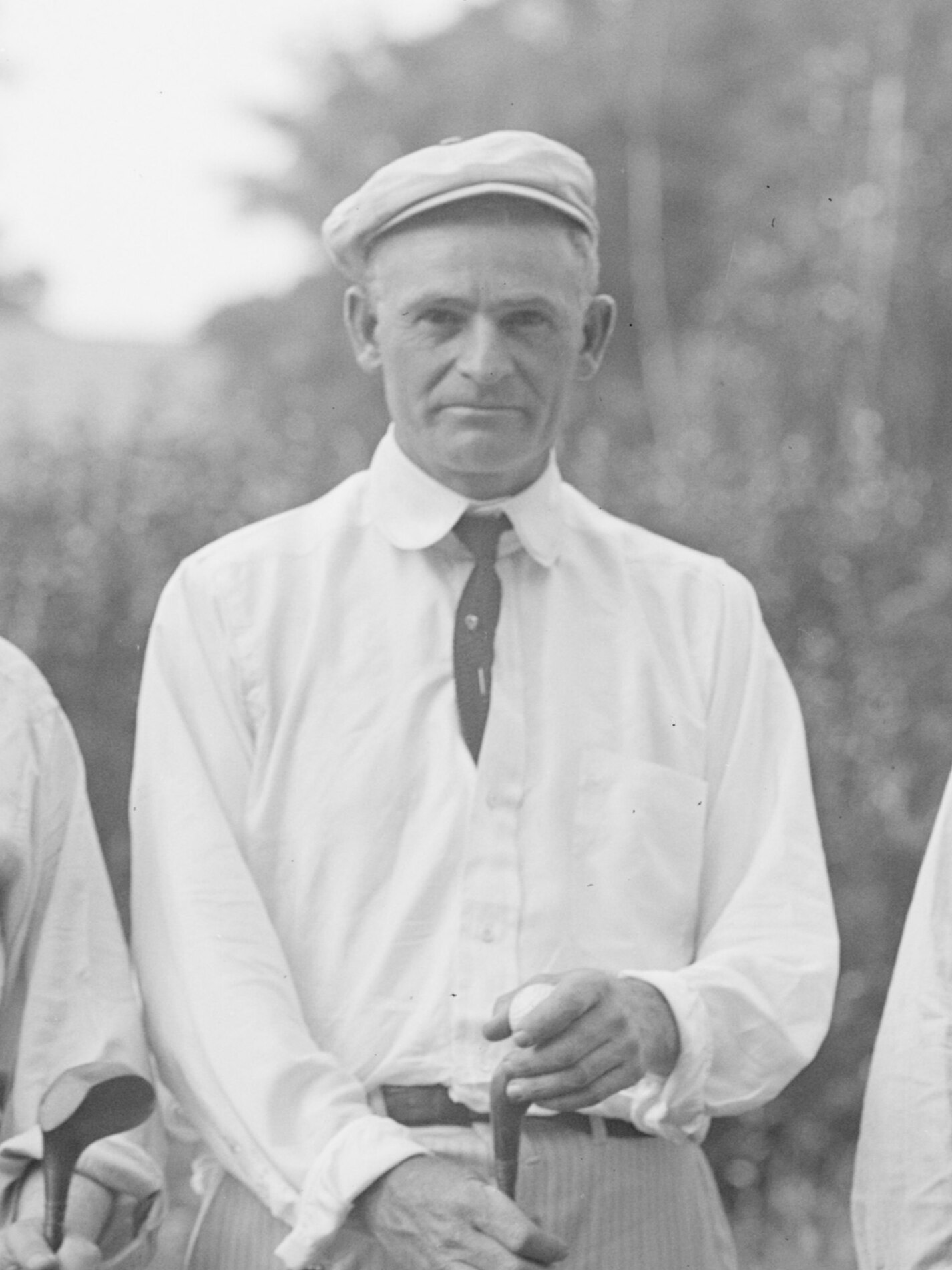
Imagem do golfista norte-americano Allen Lard.

Allen Edward Lard (6 de agosto de 1866 — 22 de janeiro de 1946) foi um golfista norte-americano que competiu no golfe nos Jogos Olímpicos de Verão de 1904, onde foi integrante da equipe norte-americana que conquistou a medalha de bronze. Ele terminou em sexto nesta competição. Na competição individual, ele terminou em vigésimo nono na qualificação e foi eliminado na segunda rodada do jogo por buraco.